# Šónen

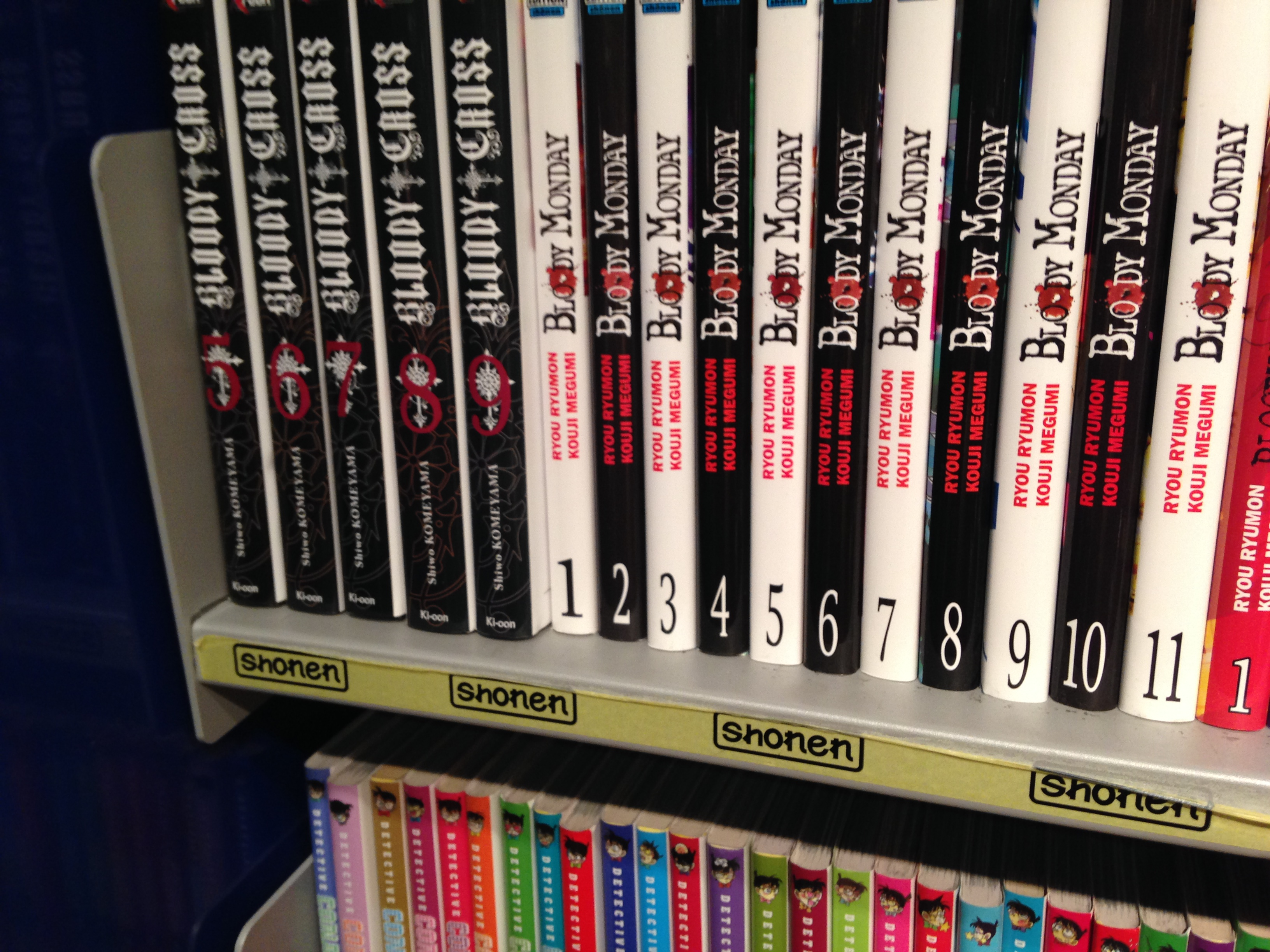
Příklad šónen mangy

Šónen (japonsky 少年, v překladu „chlapec“) je japonské slovo užívané k označení mangy, anime či doramy určené hlavně pro mládež a starší chlapce, na rozdíl od šódžo, jež je zaměřeno na dívky. Díla, jež typicky spadají pod označení šónen, jsou zpravidla akční, plná soubojů a se zaměřením na vývoj hlavního hrdiny. Mohou se odehrávat v mezích jakéhokoliv žánru či časového období.

## Příkladyšónenanime/mangy
- Bleach
- Boku no Hero Academia / My Hero Academia
- Deadman Wonderland
- Death Note
- Detektiv Conan
- Dragon Ball
- Fairy Tail
- Fullmetal Alchemist
- Fullmetal Alchemist: Bratrství
- Hikaru no go
- Hunter × Hunter
- Jojo's Bizzare Adventure
- Jujutsu Kaisen
- Kiba
- Král šamanů
- Naruto
- Naruto: Šippúden
- Saint Seija
- Sajonara zecubó sensei
- Útok titánů
- Yu-Gi-Oh!
- Jú jú hakušo
- One Piece